# Rubus flagellaris
Rubus flagellaris é uma espécie de planta com flor pertencente à família Rosaceae. 
A autoridade científica da espécie é Willd., tendo sido publicada em Enumeratio Plantarum Horti Botanici Berolinensis, 549. 1809.

## Portugal
Trata-se de uma espécie presente no território português, nomeadamente no Arquipélago dos Açores.
Em termos de naturalidade é introduzida na região atrás indicada.

## Protecção
Não se encontra protegida por legislação portuguesa ou da Comunidade Europeia.